# Vorly
Vorly és un municipi francès, situat al departament de Cher i a la regió de Centre – Vall del Loira. L'any 2007 tenia 242 habitants.

## Demografia

### Població
El 2007 la població de fet de Vorly era de 242 persones. Hi havia 100 famílies, de les quals 44 eren unipersonals (16 homes vivint sols i 28 dones vivint soles), 24 parelles sense fills i 32 parelles amb fills.
La població ha evolucionat segons el següent gràfic:
Habitants censats

### Habitatges
El 2007 hi havia 130 habitatges, 107 eren l'habitatge principal de la família, 3 eren segones residències i 20 estaven desocupats. 124 eren cases i 5 eren apartaments. Dels 107 habitatges principals, 77 estaven ocupats pels seus propietaris, 24 estaven llogats i ocupats pels llogaters i 6 estaven cedits a títol gratuït; 4 tenien una cambra, 5 en tenien dues, 16 en tenien tres, 34 en tenien quatre i 48 en tenien cinc o més. 81 habitatges disposaven pel capbaix d'una plaça de pàrquing. A 44 habitatges hi havia un automòbil i a 50 n'hi havia dos o més.

### Piràmide de població
La piràmide de població per edats i sexe el 2009 era:
| Homes | Edats   | Dones |
| ----- | ------- | ----- |
| 0     | 95 o +  | 0     |
| 0     | 90 a 94 | 0     |
| 0     | 85 a 89 | 0     |
| 0     | 80 a 84 | 0     |
| 4     | 75 a 79 | 8     |
| 16    | 70 a 74 | 0     |
| 0     | 65 a 69 | 8     |
| 0     | 60 a 64 | 16    |
| 12    | 55 a 59 | 0     |
| 16    | 50 a 54 | 8     |
| 12    | 45 a 49 | 4     |
| 8     | 40 a 44 | 12    |
| 24    | 35 a 39 | 8     |
| 4     | 30 a 34 | 16    |
| 0     | 25 a 29 | 4     |
| 12    | 20 a 24 | 4     |
| 20    | 15 a 19 | 12    |
| 8     | 10 a 14 | 4     |
| 20    | 5 a 9   | 8     |
| 8     | 0 a 4   | 4     |

## Economia
El 2007 la població en edat de treballar era de 159 persones, 129 eren actives i 30 eren inactives. De les 129 persones actives 107 estaven ocupades (63 homes i 44 dones) i 22 estaven aturades (10 homes i 12 dones). De les 30 persones inactives 13 estaven jubilades, 10 estaven estudiant i 7 estaven classificades com a «altres inactius».

### Ingressos
El 2009 a Vorly hi havia 110 unitats fiscals que integraven 245 persones, la mediana anual d'ingressos fiscals per persona era de 18.774 €.

### Activitats econòmiques
Dels 7 establiments que hi havia el 2007, 1 era d'una empresa de construcció, 1 d'una empresa de comerç i reparació d'automòbils, 2 d'empreses de transport, 1 d'una empresa immobiliària, 1 d'una empresa de serveis i 1 d'una empresa classificada com a «altres activitats de serveis».
Dels 2 establiments de servei als particulars que hi havia el 2009, 1 era una lampisteria i 1 perruqueria.
L'any 2000 a Vorly hi havia 11 explotacions agrícoles que ocupaven un total de 1.106 hectàrees.

## Equipaments sanitaris i escolars
El 2009 hi havia una escola elemental integrada dins d'un grup escolar amb les comunes properes formant una escola dispersa.

## Poblacions més properes
El següent diagrama mostra les poblacions més properes.